# Збройні сили Буркіна-Фасо
Збро́йні си́ли Буркіна́-Фасо́ (фр. Forces armées du Burkina Faso) — сукупність військ Республікі Буркіна-Фасо, призначена для захисту свободи, незалежності і територіальної цілісності держави. Складаються з сухопутних військ, повітряних сил та національної жандармерії.

## Історія
Національна армія була створена 3 серпня 1960 року Законом N° 74-60/AN. Вона була сформована із офіцерів і солдат що проходили службу в частинах французької колоніальної армії. Спочатку її складав 1-й батальйон Верхньої Вольти (фр. 1er Bataillon de Haute-Volta), який мав п'ять піхотних рот, дві в Бобо-Діуласо і три в Уагадугу. Передача командування між французькою та вольтайською сторонами відбулася 1 листопада 1961 року. З того часу річниця Національних збройних сил відзначається 1 листопада кожного року.
Якщо при створенні Національної армії бралиля до уваги вже існуючи частини жандармерії, які існували на місцях з червня 1939 року, то те ж саме не стосувалося повітряних сил, які були просто відсутні. Фактично перший зародок цього утворення був створений 25 листопада 1965 року, через п'ять років після створення Національної армії.
У 1968 році в Бобо-Діуласо був створений 2-й батальйон Верхньої Вольти (фр. 2ème Bataillon de Haute-Volta). В результаті конфлікту з Малі в 1974 році було створено кілька гарнізонів.
Велика реструктуризація відбулася у 1985 році. Були створени шість військових регіонів (фр. Région militaire), шість груп жандармерії (фр. Groupement de Gendarmerie) у Дорі, Уахігуя, Дедугу, Бобо-Діуласо, Уагадугу і Фада-Нґурма та два повітряних регіони (фр. Région aérienne) у Уагадугу та Бобо-Діуласо.
Але в 1994 році було вирішено зменшити кількість військових регіонів до трьох, а групи жандармерії перетворити у регіони (фр. Région de gendarmerie).

## Склад збройних сил

### Сухопутні війська

#### Знаки розрізнення

##### Офіцери
| Категорії               | Офіцери         | Офіцери                  | Офіцери             | Офіцери            | Офіцери       | Офіцери   | Офіцери            | Офіцери    | Офіцери   | Офіцери    | Офіцери            |
| ----------------------- | --------------- | ------------------------ | ------------------- | ------------------ | ------------- | --------- | ------------------ | ---------- | --------- | ---------- | ------------------ |
| Погон                   |                 |                          |                     |                    |               |           |                    |            |           |            |                    |
| Буркінійське звання     | Général d'armée | Général de corps d'armée | Général de division | Général de brigade | Colonel-major | Colonel   | Lieutenant-colonel | Commandant | Capitaine | Lieutenant | Sous-lieutenant    |
| Український відповідник | Генерал         | Генерал-лейтенант        | Генерал-майор       | Бригадний генерал  | немає         | Полковник | Підполковник       | Майор      | Капітан   | Лейтенант  | Молодший лейтенант |

##### Підофіцери і солдати
| Категорії               | Підофіцери     | Підофіцери    | Підофіцери | Підофіцери   | Підофіцери | Підофіцери | Солдати                   | Солдати |
| ----------------------- | -------------- | ------------- | ---------- | ------------ | ---------- | ---------- | ------------------------- | ------- |
| Погон                   |                |               |            |              |            |            |                           |         |
| Буркінійське звання     | Adjudant-major | Adjudant-chef | Adjudant   | Sergent-chef | Sergent    | Caporal    | Soldat de première classe | Soldat  |
| Український відповідник |                |               |            |              |            |            |                           |         |

### Повітряні сили
За даними журналу FlightGlobal, станом на 2020 рік, на озброєнні повітряних сил Буркіна-Фасо були 3 бойових, 1 транспортний, 4 навчально-тренувальних літаки і 7 багатоцільових і бойових вертольотів.
| Тип           | Виробництво | Призначення                  | Кількість | Примітки    |        |
| Літаки        | Літаки      | Літаки                       | Літаки    | Літаки      | Літаки |
| ------------- | ----------- | ---------------------------- | --------- | ----------- | ------ |
| EMB-314       | Бразилія    | штурмовик                    | 3         |             |        |
| C-295         | Іспанія     | транспортний літак           |           | замовлено 1 |        |
| King Air 200  | США         | транспортний літак           | 1         |             |        |
| SF.260        | Італія      | навчально-тренувальний літак | 4         |             |        |
| Вертольоти    |             |                              |           |             |        |
| AS.350        | Франція     | багатоцільовий вертоліт      | 1         |             |        |
| Ми-8 / Ми-171 | СРСР        | багатоцільовий вертоліт      | 3         |             |        |
| Ми-24         | СРСР        | транспортно-бойовий вертоліт | 2         |             |        |
| UH-1H         | США         | багатоцільовий вертоліт      | 1         |             |        |

Розпізнавальний знак
Знак на кіль